# غیرانسانی (فیلم)
غیرانسانی (به هندی: Amanush) فیلمی محصول سال ۱۹۷۱ و به کارگردانی شاکتی سامانتا است. در این فیلم بازیگرانی همچون شارمیلا تاگور، اوتام کومار، اوتپال دوت ایفای نقش کرده‌اند.